# هواداران باشگاه فوتبال بارسلونا

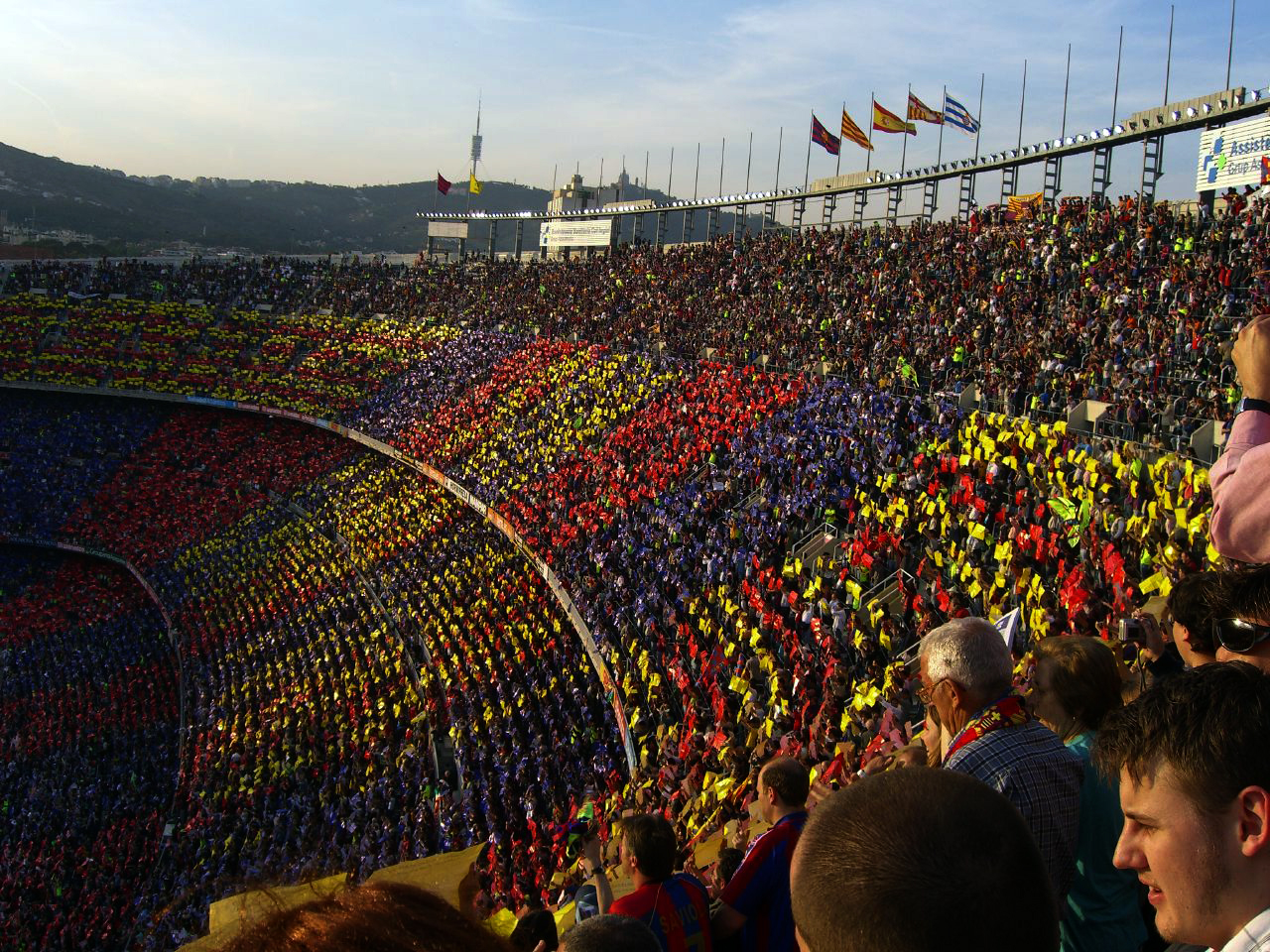
هواداران بارسلونا در مسابقه‌ای در نیوکمپ

باشگاه فوتبال بارسلونا، تیم فوتبال حرفه‌ای اسپانیایی مستقر در شهر بارسلون است که در سال ۱۸۹۹ توسط یک گروه سوئیسی، انگلیسی و بازیکنان محلی به رهبری خوان گمپر بنا نهاده شد. باشگاه بارسلونا از زمانی که سطح اول فوتبال اسپانیا، معروف به لا لیگا، شروع به کار کرد (از سال ۱۹۲۸)، موفق شده‌است ۲۶ عنوان قهرمانی را ازآن خود کند. این باشگاه همچنین توانسته ۳۱ عنوان قهرمانی در کوپا دل ری و ۵ عنوان قهرمانی در لیگ قهرمانان اروپا کسب کند.
ورود رونالدینیو در سال ۲۰۰۳ و به دنبال آن موفقیت بارسلونا در لا لیگا و لیگ قهرمانان، دلیلی بر رشد تعداد هواداران باشگاه در سطح ملی و بین‌المللی شد. این توسعه و افزایش تعداد طرفدارها موجب توجه بیشتر به استقلال‌طلبان ایالت کاتالونیا، که خواستار جدایی از کشور اسپانیا هستند، شد. همچنین طرفداراهای اسپانیایی باشگاه نیز افزایش پیدا کرد.
هواداران باشگاه فوتبال بارسلونا به چهار دسته تقسیم می‌شوند که هر کدام با یکدیگر تفاوت دارند؛ دسته اول سوکی (به انگلیسی: soci) یا اعضای باشگاه نام دارند. این دسته قادرند تا در انتخابات ریاست و دیگر مقام‌های مدیریتی و اداری باشگاه شرکت کنند. دسته دیگر که پنیِس (به انگلیسی: penyes) نام دارند، به گونه‌ای به سوکی‌ها وابسته‌اند یا به عبارت دیگر با آنها در رابطه‌اند. این هواداران در گذشته مسئول کمک مالی به باشگاه بوده‌اند. به دسته سوم، هوادران بارسا (به انگلیسی: Barça Fans) می‌گویند. این اصطلاح برای جامعهٔ رسمی هواداران آنلاین باشگاه استفاده می‌شود. این دسته باید ثبت نام شوند و همچنین می‌توانند در بازی‌ها و دیگر فعالیت‌ها شرکت کنند. در آخر، کولز (به انگلیسی: cules) هستند که به هواداران عادی باشگاه می‌گویند و هیچ‌یک از وظایف دسته‌های دیگر را ندارد.

## تاریخچه

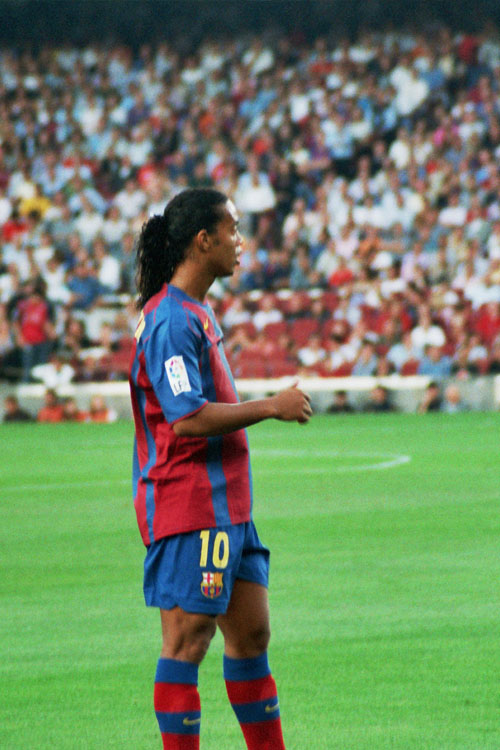
رونالدینیو در زمان خودش باعث افزایش جهانی طرفداران بارسلونا شد.

تا قبل از سال ۱۹۰۹، بارسلونا در ورزشگاه‌های متعددی بازی می‌کرد که هیچ‌یک از آنها متعلق به خود باشگاه نبود. در ۱۴ مارس ۱۹۰۹، باشگاه به ورزشگاه اینداستریا که ۶٬۰۰۰ نفر ظرفیت داشت تغییر مکان داد. این ورزشگاه اولین ورزشگاه خود باشگاه بود. بارسلونا در ۱۹۲۲ به ورزشگاه لس کورتس رفت؛ این ورزشگاه در ابتدا ۲۰٬۰۰۰ نفر گنجایش داشت ولی بعدها، این عدد سه برابر شد و به ۶۰٬۰۰۰ نفر افزایش پیدا کرد. ردیف بالایی ورزشگاه لس کورتس، کولر نام گرفت. این لغت از لغت کاتالانی کول (به معنی الاغ) سرچشمه گرفته‌است. دلیل این نام گذاری این بود؛ چون صندلی در اولین ورزشگاه باشگاه، یعنی ورزشگاه اینداستریا، وجود نداشت، هواداران روی الاغ‌هایشان می‌نشستند و بازی را تماشا می‌کردند. فیل بال، نویسنده انگلیسی، در این باره نوشت: «شما می‌توانستید ردیف‌هایی از آدم‌های تنبل را ببینید».
در اواسط دهه ۱۹۴۰، زمانی‌که باشگاه به کمک مالی و حمایت‌های هواداران برای مقابله با خصومت‌ها و دیکتاتوری فرانسیسکو فرانکو نیاز داشت، ایده پنیِس را مطرح کرد. پنیِس ترکیبی از هواداران و حمایت کنندگان مالی باشگاه بود. در ابتدا، پنیا سولرا توسط گروهی از هواداران و بازیکنان پیشین در سال ۱۹۴۴ تشکیل شد. بعدها، در سال ۱۹۵۳، آنها دلبستگی خود به باشگاه بارسلونا را در حمایت مالی از ساخت ورزشگاه نیوکمپ نشان دادند. این ایده از طرح هواداران باشگاه فوتبال اتلتیک بیلبائو (یکی از رقیبان بارسلونا در لا لیگا) برای ساخت سن مامس، الهام گرفته شد. اعضای انجمن پنیِس متحد شدند تا از این اتفاق حمایت مالی کنند. در نتیجه، بعد از ساخت ورزشگاه، باشگاه به دست هواداران سپرده و توسط آنان اداره شد. انجمن پنیِس با این کارشان سیاست را تحت تأثیر قرار دادند که تا به امروز نیز این تأثیرگذاری ادامه دارد.
از نظر فارد گرانت، در همین دوره، ظلم و ستم فرانکو دلیلی بر آن شد تا رابطهٔ عاطفی بین باشگاه و هواداران و حامیانش عمیق و عمیق‌تر شود. برای هواداران، باشگاه بارسلونا تنها به معنی یک باشگاه فوتبال معمولی نبود، بلکه ایالت کاتالونیا را برای آنها تداعی می‌کرد. آنها این احساس خود را در شعار فراتر از یک باشگاه گنجاندند. هواداران سوکی به خاطر فعالیت‌های سیاسی خود، شعار زنده باد بارسا درست کردند که رفته رفته به زنده باد بارسا و کاتالونیا تکامل یافت. همچنین، این شعارها برای مقابله با استبداد حکومت مرکزی مستقر در مادرید نیز به کار گرفته می‌شدند.
با مرگ فرانکو در سال ۱۹۷۵، نظام اسپانیا دچار تغییراتی شد و شروع این تغییر و تحولات، تغییر حکومت اسپانیا به دموکراسی بود. چهار سال بعد، جوزپ لوییس نونیز به اولین رئیس منتخب باشگاه بارسلونا تبدیل شد. از آن پس، اعضای باشگاه که سوکی‌ها نام دارند، رئیس باشگاه را انتخاب می‌کنند.
در اوایل دهه ۱۹۸۰، گروه بویژوس نویز (به فارسی: پسران دیوانه)، که از بدنام ترین‌های پنیِس بودند، ایجاد گردید. پِنا، کسی که به عنوان یک جدایی طلب جناح چپ شناخته می‌شد، بارها و بارها درخواست استعفای رئیس وقت، نونیز، را داد. او آشکارا به مقاومت علیه ریاست پرداخت و این کار خود را با شعار دادن و آوردن بنرهای اعتراضی در مسابقه‌ها نشان داد. در همین زمان، شهر بارسلونا ظهور تعدادی از جدایی طلبان جناح راست به نام کله‌پوستی‌ها را به خود دید. کله‌پوستی‌ها به آرامی طرز فکر بویژوس نویز را از آزادی‌خواهی به فاشیسم تغییر دادند که همین دلیلی بر فاصله و شکاف میان این دو گروه شد. اعضای باقی مانده از بویژوس نویز خشمگین شدند و با الهام از هولیگانیسم بریتانیایی رفتار تندی از خودشان نشان دادند که همین منجر به دستگیری تعداد زیادی از آنان شد.
با توجه به تشکل اعتراضی فیل آبی که خوآن لاپورتا (کسی که در آینده به ریاست باشگاه نیز رسید) در ایجاد آن در سال ۱۹۹۸ نقش مهمی داشت، رئیس پیشین باشگاه، نونیز عده‌ای از کله‌پوستی‌ها را در میان بویژوس نویز قرار داد و به آنان اجازه داد که آزادانه در اطراف ورزشگاه گشت بزنند. او از آنها برای دست یابی به اهداف سیاسی خود استفاده کرد. زمانی که نونیز در سال ۲۰۰۲ برکنار شد، نایب رئیس او، خوان گسپارت برای ریاست باشگاه انتخاب شد. گسپرت به‌طور علنی علاقه‌اش را به بویژوس نویز بیان کرد. او همچنین اقرار کرد که تمایل دارد بعد از برکناری از ریاست باشگاه به این گروه ملحق شود. این تعابیر دلیلی بر آن شد که بویژوس نویز، «پسران رئیس» نیز لقب بگیرند.

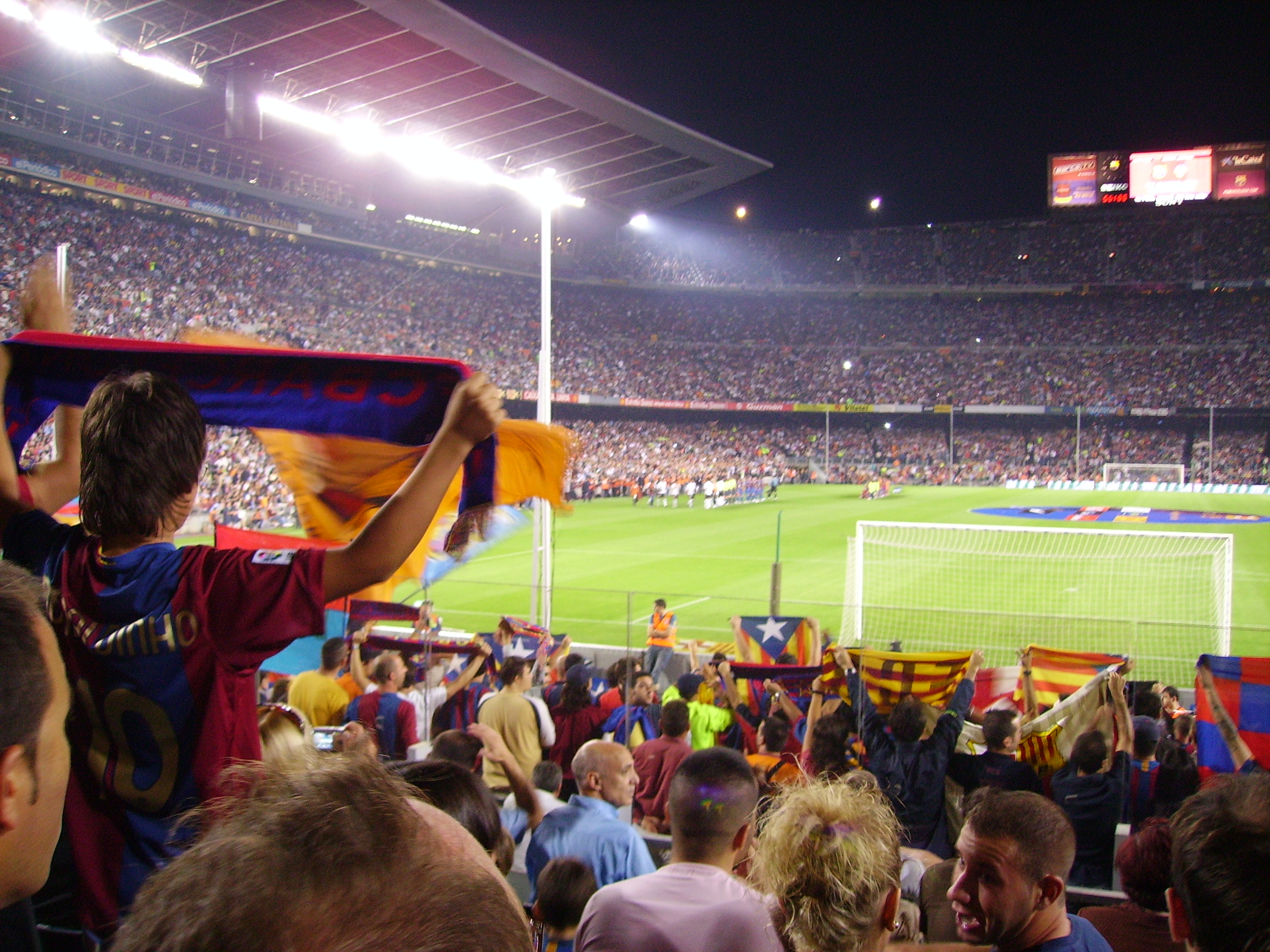
هواداران بارسلونا

در همان سال انتقال بحث‌برانگیز لوئیس فیگو، کاپیتان دوم باشگاه، به رقیب دیرینهٔ بارسلونا یعنی رئال مادرید اتفاق افتاد. هواداران باشگاه، به ویژه بویژوس نویز، این کار فیگو را خیانت می‌دانستند. زمانی که فیگو با باشگاه جدیدش در نوامبر ۲۰۰۲ به نیوکمپ بازگشت، هر بار که در جریان بازی نزدیک توپ می‌شد، هواداران سوت می‌کشیدند و او را هو می‌کردند. این مسئله زمانی اوج گرفت که بویژوس نویز سر بریده شدهٔ یک خوک را، وقتی که فیگو داشت به سمت نقطه کرنر می‌رفت، به زمین بازی پرتاب کردند. امروزه در اسپانیا از آن بازی با عنوان «بازی شرم آور» یاد می‌شود. همچنین این بازی به مدت ۱۳ دقیقه با نظر داور مسابقه متوقف شد. دلیل این کار ترس بازیکنان از نا امنی فضای بازی بود. این مسابقه در نهایت با نتیجه ۰–۰ به پایان رسید.
در دهه اول از هزاره جدید، رئیس خوان لاپورتا، یکی از حامیان ملیت کاتالان، بارها و بارها حمایت خود را از جدایی ایالت کاتالونیا از کشور اسپانیا بیان کرد و همچنین، او باشگاه را نمادی برای جدایی طلبی کاتالان‌ها توصیف کرد. سیاسی کردن برخی از امور باشگاه با انتقاد اعضای باشگاه همراه بود. آنها لاپورتا را به منحرف کردن هواداران، چه در داخل و چه در خارج کاتالونیا، متهم کردند. تا سال ۲۰۰۳، بارسلونا ۱٬۲۰۰ پنیِس در سراسر جهان داشت. همین دلیلی شد تا دیگر باشگاه‌های اسپانیایی از این طرح باشگاه تقلید کنند. هر یک از اشخاص پِنا (به صورت کاستیلی اسپانیایی تلفظ می‌شود) برای خود نام و نقش متفاوت داشتند، این امر به یک سنت تبدیل شد که در اسپانیا هواداران بعد از بازیکن یا مسابقه مورد علاقه‌شان، پِنای جدید را نامگذاری کنند و بازیکن نیز به نوبه خود در این امر شریک می‌شود.
در انتخابات ریاست باشگاه در سال ۲۰۱۰، افزایش اعضای باشگاه طی هفت سال گذشته، دلیلی بر آن شد تا کمپین انتخاباتی تمرکز خود را روی حق رای افراد غیر کاتالانی (هم از طریق اینترنت و هم از طریق پست) بگذارد. کمیته رای‌گیری تصمیم گرفت تا تنها به اعضایی که در روز انتخابات در استادیوم ثبت نام کردند، اجازه رای دادن بدهد.
از نوامبر ۲۰۱۰، دیگر عضویت در باشگاه برای عموم مردم آزاد نیست. تنها بستگان نزدیک اعضای سابق و کنونی باشگاه می‌توانند به عضویت باشگاه در بیایند، همچنین اعضای سابق باشگاه که حداقل دو سال سابقه عضویت در باشگاه را دارند نیز می‌توانند دوباره عضو شوند. این قوانین اجازه ثبت نام به بچه‌های زیر ۱۵ سال را نمی‌دهند.

## طرفداری

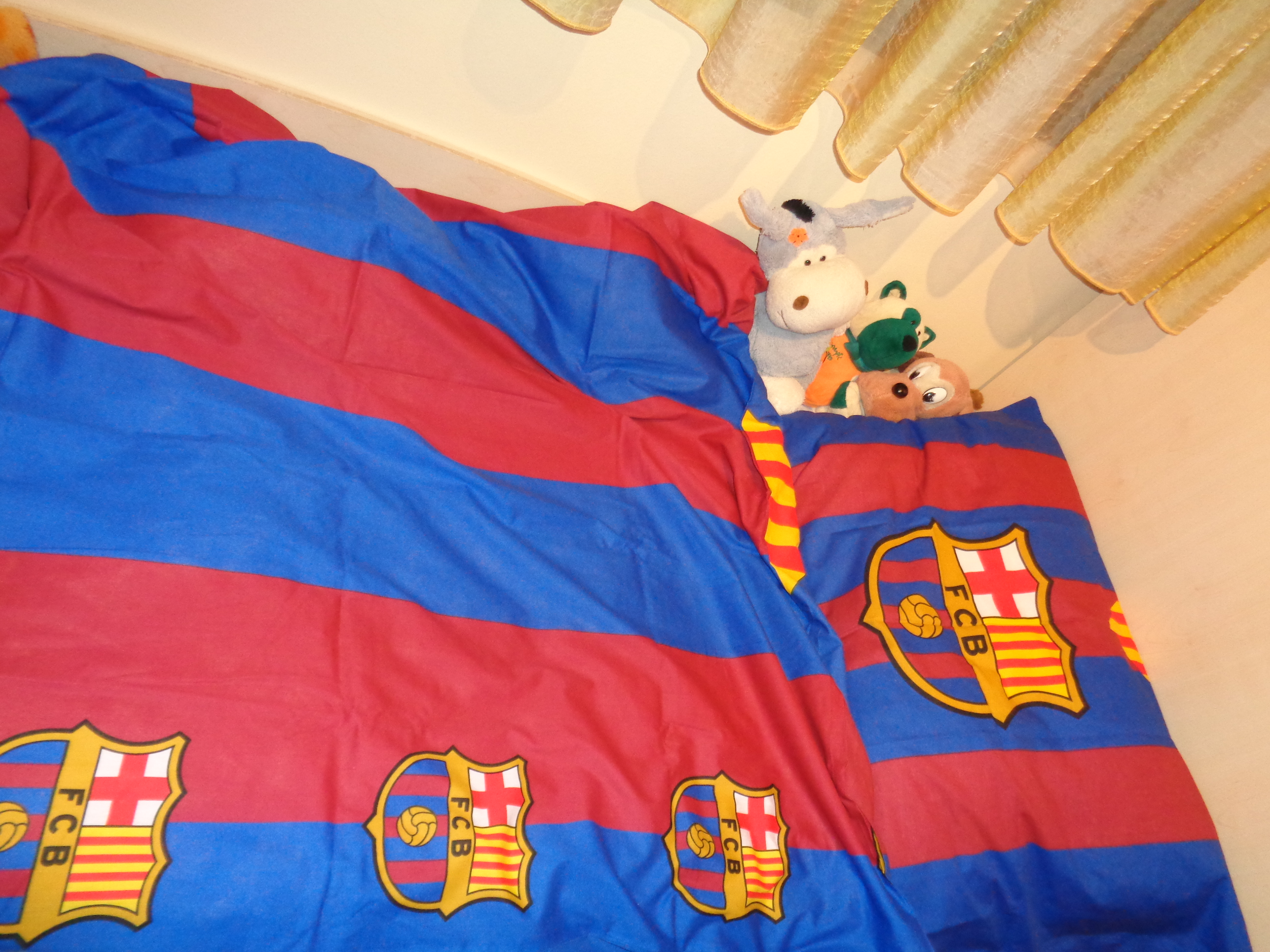
تخت خواب یکی از طرفداران جوان بارسلونا

در اسپانیا ۲۶ درصد جمعیت به عنوان باشگاه اصلی خود، طرفدار بارسلونا هستند و به همراه آن ۷ درصد دیگر علاوه بر تیم اصلی خود از باشگاه بارسلونا نیز حمایت می‌کنند. در سراسر اروپا تعداد زیادی از طرفداران فوتبال به بارسلونا به عنوان تیم دوم خود نگاه می‌کنند. از فصل ۰۴–۲۰۰۳، عضویت در باشگاه با رشد ۷۰ درصدی همراه بوده، به گونه‌ای که رقم آن از ۱۰۰٬۰۰۰ نفر به ۱۷۰٬۰۰۰ نفر، در سال ۲۰۰۹، افزایش یافت. این افزایش سریع به تأثیرات آمدن رونالدینیو و بعد از آن استراتژی رسانه‌ای رئیس وقت خوآن لاپورتا، که روی رسانه‌های آنلاین در زبان انگلیسی و اسپانیایی تمرکز داشت، نسبت داده شده‌است. تا ژوئن ۲۰۱۰، تعداد هواداران رسمی و ثبت نام شدهٔ دسته پنیِس به ۱٬۳۳۵ نفر رسید که از سال ۲۰۰۳، ۱۱ درصد افزایش پیدا کرده‌است.
بسیاری از افراد برجسته به عنوان طرفدار بارسلونا شناخته شده‌اند، که شامل افرادی چون ژان پل دوم، که عضو افتخاری باشگاه بود، نخست‌وزیر پیشین اسپانیا، خوزه لوئیز رودریگز ساپاترو، بازیگر اسپانیایی خاویر باردم و بازیگر بلژیکی ماتیاس اسخونارتس می‌شوند.

## واژه‌نامه
1. ↑  به کاتالانی: culer
2. ↑  به کاتالانی: cul
3. ↑  به انگلیسی: Penya Solera
4. ↑  به کاتالانی: Més que un club
5. ↑  به کاتالانی: Visca el Barça
6. ↑  به کاتالانی: Visca el Barça i visca Catalunya
7. ↑  به کاتالانی: L'Elephant Blau
8. ↑  به اسپانیایی: Partido de la Vergüenza